# Eine Welt Netz NRW

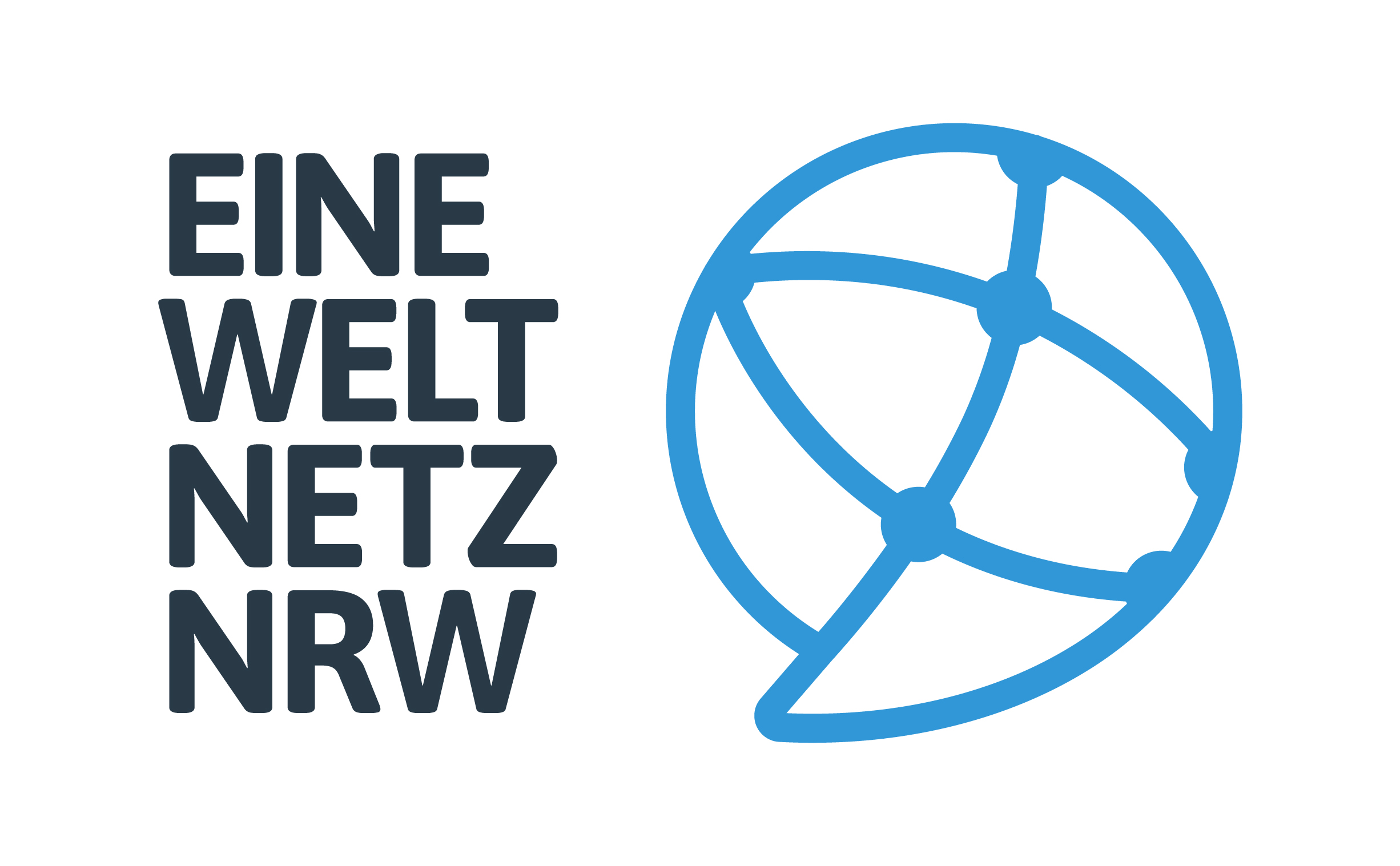
Logo

Das Eine Welt Netz NRW ist das Landesnetzwerk für Vereine und Engagierte für Nachhaltigkeit und globale Gerechtigkeit in der Rechtsform eines gemeinnützigen Vereins mit Sitz in Münster und Düsseldorf.

## Geschichte
Das Eine Welt Netz NRW wurde 1991 gegründet. Es vereint natürliche Personen und Organisationen in Nordrhein-Westfalen, die sich für eine nachhaltige Entwicklung in globaler Verantwortung engagieren. Es versteht sich als ein Dachverband entwicklungspolitischer Organisationen Nordrhein-Westfalens und hat ein  Bündnis der Eine-Welt-Engagierten aufgebaut. Im Jahre 2008 waren 2.800 Eine-Welt-Gruppen Nordrhein-Westfalens in der Datenbank registriert. Hinzu kommen rund 1000 persönliche Mitglieder.
Die Eine-Welt-Arbeit in Nordrhein-Westfalen wird seit Januar 2006 mit einem Landesprogramm gefördert. Mit Hilfe von regionalen Promotorenstellen wird die entwicklungspolitische Bildungsarbeit im Land entwickelt. Die Engagierten werden dabei von Experten in verschiedenen Fachbereichen unterstützt, um gezielt Schwerpunkte im Programm zu setzen und die Weiterentwicklung  zu fördern.
Seit 2008 ist das Eine Welt Netz NRW eine anerkannte Entsendeorganisation im Rahmen des entwicklungspolitischen Freiwilligendienstes weltwärts, der vom Bundesministerium für wirtschaftliche Zusammenarbeit und Entwicklung (BMZ) gefördert wird.

## Arbeitsschwerpunkte
Gemeinsam mit seinen Mitgliedern setzt sich das Eine Welt Netz NRW ein für eine weltoffene Politik, gerechten Interessenausgleich zwischen Nord und Süd, globalen Umweltschutz, fairen Handel, Demokratisierung, kulturelle Vielfalt, Einhaltung der Menschenrechte, zivile Konfliktlösung und Frieden. Die Arbeit orientiert sich an den 17 Zielen für eine nachhaltige Entwicklung. Im Einzelnen sind die Arbeitsschwerpunkte:
- Stärkung des zivilgesellschaftlichen Eine-Welt-Engagements in NRW,
- Motivation zur kritischen Reflexion und solidarischen Mitgestaltung globaler Entwicklungen,
- die Eine-Welt-Politik als gesellschaftliche und staatliche Aufgabe,
- Verbesserung der Rahmenbedingungen für Eine-Welt-Engagement in NRW,
- Verankerung von globalem und interkulturellem Lernen in der Bildung,
- Initiierung gleichberechtigter Partnerschaften zwischen Nord und Süd,
- Eintreten für mehr Gerechtigkeit in den außenwirtschaftlichen Beziehungen,
- Werbung für friedliche Konfliktlösungen.

## Finanzierung
Das Eine Welt Netz NRW finanziert sich durch Mitgliedsbeiträge und Spenden, Zuschüsse staatlicher und kirchlicher Institutionen, Fördermittel verschiedener Stiftungen und Sponsoring Mittel.

## Kampagnen und Projekte
- Kampagne "Demokratie Weltweit Gestalten - Deine Stimme. Deine Welt. Deine Stadt."
- Kampagne „Weltbaustellen“ für die 17 Ziele für nachhaltige Entwicklung der Vereinten Nationen (UN)[1],
- Kampagne des Eine Welt Netz NRW zu den UN-Entwicklungszielen (MDG),
- Kampagne gegen den Gebrauch giftiger Pestizide der Bayer AG in Entwicklungsländern,
- Klimakampagne „Heiße Zeiten“,
- Organisation von jährlichen Landeskonferenzen zum Thema Eine-Welt-Politik,
- Realisierung unterschiedlicher Projekte zum Globalen Lernen (z. B. der Einsatz des Wir-Mobils),
- Durchführung von Projekten im Rahmen von: „Bildung trifft Entwicklung“ in Kooperation mit dem Deutschen Entwicklungsdienst (DED),
- Unterstützung von Projekten zum Fairen Handel,
- Planung und Durchführung verschiedener Ausstellungen, darunter die Ausstellungen: „Entwicklungsland D“, „Unsere Zukunft - Eine Welt“ und „Weltgarten“.

## Weblink
- Eine Welt Netz NRW